# Svalbard Satellitstation
Svalbard Satellitstation (SvalSat) er verdens nordligste satellitstation, placeret 459 moh på Platåberget ved Hotellneset, 5 km vest for Longyearbyen på Spitsbergen, Svalbard. 
SvalSat blev oprettet i 1997 som en jordstation for at yde støtte til operatører af polare satellitter i kredsløb. SvalSat er anerkendt, ikke kun som den nordligste, men også den bedste placerede jordstation i verden. Den ekstreme nordlige placering på øgruppen Svalbard giver SvalSat sin unikke placering. Stationen dækker de fleste breddegrader og SvalSat er den eneste kommercielle jordstation i verden der er i stand til at levere support til alle kredsløb (14 af 14 baner) til ejere og operatører af polare satellitter i kredsløb, men undtagelse af den norske Troll Forskningsstation i Antarktisk.
Kongsberg Satellite Services med hovedkontor i Tromsø ejer og driver Svalbard Satellitstation.